# Bergit Forchhammer
Bergit Forchhammer, geborene Bergit Braach (* 12. April 1921 in Duisburg; † 13. Dezember 2011 in Kopenhagen, Dänemark), war eine deutsch-dänische Autorin.

## Leben
Bergit Braach wurde als Tochter des Journalisten, Schriftstellers, Musikwissenschaftlers und Regisseurs Johannes Heinrich Braach (1887–1940) und dessen Ehefrau Emilie Braach (1898–1998) geboren. Als Kind lebte sie zunächst in Kreuzwertheim und Wertheim, während ihr Vater zu dieser Zeit als Intendant am Stadttheater Hamborn (heute Stadtbezirk von Duisburg) und 1924 für eine Saison als Intendant am Stadttheater in Mönchengladbach tätig war. Während und im Gefolge der Hyperinflation und der Weltwirtschaftskrise war diese Arbeit jedoch unsicher. Ihre Mutter schrieb daher ab 1927 für diverse Zeitschriften, um das Familieneinkommen zu verbessern.
Als der Vater im Jahr 1929 eine Stelle als Chefredakteur der "Dorfzeitung" in Hildburghausen annahm, zog die Familie von Wertheim nach Thüringen. Bergit Braach war zu diesem Zeitpunkt 8 Jahre alt. 1933, nach der nationalsozialistischen Machterschleichung, bewarb sich ihr Vater erfolgreich für eine Stellung als Hauptschriftleiter einer neu gegründeten Familienzeitschrift. Er, Ehefrau und zwölfjährige Tochter fühlten sich in dem schon vor 1933 stark nationalsozialistisch geprägten Hildburghausen trotz gehobener Wohn- und Lebensverhältnisse nicht mehr wohl. So zog die kleine Familie nach Frankfurt am Main, zum Geburtsort der Mutter und an den Wohnsitz von deren Eltern, Bergits Großeltern. Ihr jüdischer Großvater Otto Hirschfeld war Lederfabrikant.
In Frankfurt zog die Familie in die Königstraße (heute: Gräfstraße). Bergit besuchte hier ab der Quarta (Jahrgangsstufe 7) die Viktoriaschule (heute: Bettinaschule), eine Oberrealschule im Stadtteil Westend. In der Umgebung wohnten viele erfolgreiche und wohlhabende Ärzte, Bankiers und Anwälte. Mehr als die Hälfte ihrer 40 Kinder zählenden Schulklasse waren nach Nazi-Diktion Juden bzw. Halbjuden. Von diesen 24 Kindern jüdischer Herkunft waren nach einem Jahr nur noch vier auf dieser Schule, darunter Bergit Braach. Die anderen waren entweder ins Philanthropin der israelitischen Gemeinde gewechselt oder mit ihren Familien emigriert.
Die Viktoriaschule war im Gegensatz zu der Schule, die Bergit in Hildburghausen besucht hatte, neusprachlich orientiert. Sie konnte Latein, musste nun aber innerhalb eines Vierteljahres nachmittags in privatem Nachhilfeunterricht zunächst knapp drei Jahre Französisch-Unterrichtsinhalte nachholen, um dem aktuellen Schulunterricht folgen und mitarbeiten zu können. Dabei waren ihre lateinischen Grammatikkenntnisse ebenso hilfreich wie eine jüdische Nachhilfelehrerin. Ihre Ausgrenzung war täglich spürbar und kulminierte 1937, als sie in der Untersekunda (Jahrgangsstufe 10) war. Als eine der besten Pianistinnen in der Schule sollte sie bei einem Schulkonzert eine Sängerin begleiten. Nachdem die Generalprobe gut verlaufen war, erhielt sie im letzten Moment vor dem Konzertauftritt ein Auftrittsverbot, das mit ihrer jüdischen Abstammung erklärt wurde. Ihre Eltern meldeten sie daraufhin noch vor ihrem Schulabschluss von der Viktoriaschule ab.
Auf der Suche nach Arbeit wurde Bergit im Anschluss als Schreibkraft im kleinen Frankfurter Quäkerbüro in der Hochstraße angestellt, wo sie für Rudolf Schlosser tätig war. Zwischen der Pogromnacht 1938 und Kriegsbeginn standen dort die Hilfesuchenden und Ausreisewilligen im Treppenhaus Schlange.
1939 emigrierte auch die siebzehnjährige Bergit Braach in das Vereinigte Königreich. In jugendlichem Optimismus hatte sie Frankfurt drei Wochen vor Kriegsbeginn für wenige Wochen verlassen wollen, um in England eine von ihr erhoffte Revolution abzuwarten, die das Tausendjährige Reich Hitlers beenden sollte. Es kam anders. In London wurde sie als Fahrerin des Auxiliary Fire Service (AFS) für die London Fire Brigade (Feuerwehr) tätig. Frauen erhielten damals erstmals Zugang zu dieser männlichen Domäne, nachdem viele Männer zur British Army eingezogen worden waren. Zur Feuerbekämpfung wurden Frauen jedoch auch während des Krieges nicht herangezogen.
1940 verstarb Bergit Braachs Vater Johannes Heinrich Braach sehr früh im Alter von 52 Jahren. Zeit seines Lebens hatte er versucht, als Schriftsteller zu überleben, musste aber aufgrund der allgemeinen wirtschaftlichen Situation in der Folge des Ersten Weltkrieges immer wieder reguläre Stellen im journalistischen oder kulturellen Bereich annehmen.
Durch den Kriegsbeginn und die politische Situation im Deutschen Reich blieb Bergit Braach während des Krieges in London, erlebte dort die deutschen Luftangriffe hautnah mit.
Schon vier Wochen nach Kriegsende kam Bergit Braach nach Deutschland zurück. Als Zivilbeschäftigte (Allied Civilian Employee/ACE) der US Army konnte sie aufgrund ihrer Sprachkenntnisse in der Amerikanischen Besatzungszone in das fast völlig zerstörte Frankfurt am Main, suchte und fand dort nicht nur ihre Mutter Emilie, sondern auch ihre Großeltern wohlauf. Ihre Mutter hatte ihr ab 1939 ständig Briefe nach England geschickt, diese waren jedoch nie angekommen. So war sie über deren Schicksal nicht informiert und hatte insbesondere nicht damit gerechnet, ihren jüdischen Großvater Otto Hirschfeld lebend wieder zu treffen. Vom Tod ihres 1940 verstorbenen Vaters erfuhr sie dadurch erst jetzt, fünf Jahre später.
Im Nachkriegsdeutschland fühlte sich Bergit Braach fehl am Platz, wollte sich ein neues Leben aufbauen. Sie ging nach Dänemark, musste aber zunächst die dänische Sprache erlernen. Ihre guten Englisch-Kenntnisse erleichterten ihr den Start dort erheblich. Sie lernte den dänischen Biologielehrer Per Forchhammer kennen und heiratete ihn 1949. Sie bekamen drei Kinder.
Sie unterrichtete als Abendschullehrerin für Deutsch und Englisch an der Sct. Michaels Skole, einer katholischen Privatschule, in Kolding. Von 1969 bis 1974 lebte Bergit Forchhammer in Tansania, wo ihr Ehemann durch Vermittlung der Danish International Development Agency (DANIDA) an einem Jungeninternat unterrichtete. Ab 1974 hielt sie Vorträge, unterrichtete an Den internationale Skole in Kopenhagen.
Ab 1979 veröffentlichte sie mehrere Bücher, teils in Dänemark, teils in Deutschland. 1987 gab sie die Briefe als Buch heraus, die ihre Mutter ihr während des Zweiten Weltkrieges nach England geschrieben hatte. Keiner davon hatte sie damals erreicht.
Ihre Mutter Mile Braach verstarb 1998, ihr eigener Ehemann Per Forchhammer verstarb nach langer Krankheit im Jahr 2001.
Bergit Forchhammer ist gemeinsam mit ihrem Ehemann Per auf dem Lyngby Parkkirkegård in Lyngby, nördlich der dänischen Hauptstadt, begraben.

## Werke
- Kære Knud. Wøldikes Forlag 1979. ISBN 9788790133214
- Hr. lærer, De spilder vores tid. Forlaget Hjulet 1984. ISBN 87-87403-50-1
- Venligsindet Fjende. Hans Reitzels Forlag 1988. ISBN 87-412-3320-4
- Wenn meine Briefe dich erreichen könnten. Fischer TB, Frankfurt am Main 1987. ISBN 3596256585
- Immer wieder nach Bornholm. Harenberg 1992. ISBN 3883796638
- mit Mile Braach: Ferne Nähe. Fischer TB, Frankfurt am Main 1997. ISBN 3596137411
- Før Auschwitz. Museum Tusculanum Forlag. Københavns Universitet 1999
- Abschied von Luise. Das Schicksal eines Kölner Juden. Dittrich, Berlin 2001. ISBN 3920862376
- Før min skoletid. Forfatterforlaget Attika 2006. ISBN 9788775286386
- Dyre minder. Siesta Forlaget 2009. ISBN 8792539041
- Hjemad - men ikke hjem. Siesta Forlaget 2011. ISBN 8792539475